# حمران (ملحان)

تعديل مصدري - تعديل

حمران هي إحدى قرى عزلة بني مليك بمديرية ملحان التابعة لمحافظة المحويت، بلغ تعداد سكانها 165 نسمة حسب تعداد اليمن لعام 2004.